# ولسوالی تاله و برفک
ولسوالی تاله و برفک یکی از ۱۵ ولسوالی ولایت بغلان، به مرکزیت شهر تاله و برفک در شمال افغانستان است. تاله و برفک از ولسوالی‌های درجه دوم و ولایت بغلان بوده، ۳٬۱۸۱ کیلومترمربع مساحت دارد و بزرگ‌ترین ولسوالی بغلان می‌باشد. این ولسوالی با ۴۴٬۸۵۲ نفر جمعیت در سال ۱۳۹۹، هشتمین ولسوالی پر چمعیت ولایت بغلان است.

## جغرافیا
ولسوالی تاله و برفک به شکل مثلث در جنوب غربی ولایت بغلان قرار دارد و از شمال غرب با ولسوالی دوشی، از جنوب با ولایت پروان و از جنوب غرب با ولایت بامیان محدود می‌باشد. تاله و برفک مرکز این ولسوالی ۱۲۳ کیلومتر از شهر پلخمری فاصله دارد.
ولسوالی تاله و برفک از ولسوالی‌های کوهستانی و مرطوب ولایت بغلان است که حدود ۱۴ نفر در هر کیلومتر مربع آن زندگی می‌کنند. آب و هوای تاله و برفک سرد و خشک است و متوسط دما ۲ درجه سانتی‌گراد است. گرم‌ترین ماه آن، ماه اسد با ۱۸ درجه سانتی‌گراد و سردترین ماه آن، ماه دلو با ۱۴- درجه سانتی‌گراد می‌باشد. میزان بارش به‌طور میانگین ۸۸۱ میلی‌متر در سال است. مرطوب‌ترین ماه آن، ماه حوت با ۷۷۱ میلی‌متر و خشک‌ترین ماه آن، ماه اسد با ۱۳ میلی‌متر بارندگی است.